# Notoxus doyeni
Notoxus doyeni är en skalbaggsart som beskrevs av Chandler 1982. Notoxus doyeni ingår i släktet Notoxus och familjen kvickbaggar. Inga underarter finns listade i Catalogue of Life.